# Mráz (film)
Mráz (ukrajinsky Іній) je dramatický film z roku 2017 litevského režiséra Šarūnase Bartase natočený v koprodukci Litvy, Francie, Ukrajiny a Polska. Hlavní roli válečného dramatu o ruské válce na Ukrajině ztvárnila francouzská herečka Vanessa Paradisová. Diváci Quinzaine des réalisateurs na festivalu v Cannes filmu při uvedení 23. května 2017 tleskali ve stoje.